# 近缘大尾蚤
近缘大尾蚤（学名：Leydigia propinqua）为盘肠蚤科大尾蚤属的动物。分布于日本、印度尼西亚、拉丁美洲、台湾岛以及中国大陆的云南等地，属于嗜暖种。其一般生活于池塘和湖泊沿岸底层。